# 明朝天主教
明朝天主教，是基督教第一大教派——天主教會（罗马大公教会）第一次大规模传入并扎根中国汉族士大夫和基层民众的时期，在中国基督教史、中国思想史和中西文化交流史（西学东渐、东学西渐）上具有深远影响。在明朝晚期，由於利瑪竇等試圖將天主教思想與儒學等互相融合聯繫，有關論著與許多士大夫階級人士之思想間產生了深刻互動。

## 背景
- 天主教：宗教改革、反宗教改革（天特会议、耶稣会）、保教权
  - 西班牙、葡萄牙：收复失地运动、大航海、租借澳门（天主教澳门教区）
- 明朝：实学、清兵入塞
- 西学东渐、东学西渐
- 荷兰（新教加尔文派）：兰学（日本天主教）、荷兰东印度公司、崇祯明荷海战、郑成功收复台湾（中国海盗郑芝龙）

## 编年史

### 元末明初
- 元至正二十二年 (1362年) ，泉州第五任主教雅各伯（威廉·甘勃尼），在元末动乱中被杀害。
- 大明洪武元年（1368年），明朝建立，摧毁了所有外族色彩的事物，包括天主教和景教。基督教于元朝滅亡时，再次中斷。

### 嘉靖朝
- 嘉靖三十一年（1552年），受葡萄牙国王保护的耶稣会的纳瓦拉（今西班牙境内）传教士方济各·沙勿略神父到达中国广东的上川岛（今江门大广海湾），但得不到进入大陆的许可，带着遗憾死在了岛上。
- 嘉靖三十五年（1556年），多明我会葡萄牙传教士达克鲁斯（Gaspar da Cruz；1520年－1570年）抵达中国澳门。1570年他的《中国志》（Tractado emque se cōtam muito pol estéco as cous da China）在欧洲出版。
- 嘉靖三十六年（1557年），葡萄牙租借澳门。

### 万历朝
- 万历三年（1575年）：西班牙籍奥斯定会修士马丁·德·拉达在厦门登陆。
- 万历六年（1578年）：驻澳門的耶穌會远东观察员范禮安神父認識到在文化发达的中國傳教需要改變策略，於是他从歐洲调来了几位年轻的传教士，这里面就有罗明坚、巴范济和利玛窦，他們於9月乘船抵達印度果亞。
- 万历七年（1579年）：罗明坚首先由印度果亞抵達澳門，並按范禮安的指示學習中文。
- 萬曆八年（1580年）：羅明堅進入廣州，結識海道副使和廣東總兵。
- 万历十年（1582年）：利瑪竇和巴范济8月抵達澳門。同年12月，罗明坚和巴范济被允许前往兩廣總督所在地广东肇庆定居并传教，天主教在中國大陆得以立足。
- 万历十一年（1583年）：利瑪竇抵达肇庆。
- 万历十二年（1584年），利瑪竇到達廣州，自製《萬國圖誌》。
- 万历十三年（1585年）：范禮安任命葡萄牙籍教士孟三德任中国教区区长，潜入肇庆居留。
- 万历十四年（1586年）：天主教马尼拉教区主教参与西班牙菲律宾总督主持的武力征服中国计划的制定。该计划因1588年西班牙无敌舰队被英国摧毁而放弃。
- 万历二十五年（1597年）：
  - 意大利籍耶稣会士郭居静、龙华民来华。
- 万历二十七年（1599年）：
  - 利玛窦首次进京，但是未能立足，返回南方。
  - 西班牙籍耶稣会士庞迪我来华。
- 万历二十九年（1601年）：
  - 1月24日，利瑪竇、庞迪我再次进京覲見明神宗，献自鸣钟、圣经、世界地图、大西洋琴等方物，获得在京永驻的许可，在士大夫中建立良好聲譽和關係，開啟了日后其他傳教士進入中國之門。
- 万历三十年（1602年），太僕寺少卿李之藻出資刊行利瑪竇的《坤輿萬國全圖》。
- 万历三十一年（1603年）秋：徐光启（41岁）在南京受洗，圣名保禄。
- 万历三十三年（1605年）：耶稣会士鄂本笃，从印度出发，经古丝绸之路；经过四年长途跋涉，于1605年抵达中国肃州，因劳累死在那里。他的日记被利玛窦整理發表，证实马可波罗描述的“契丹”就是中国。
- 万历三十四年（1606年）：意大利籍耶稣会士熊三拔来华，协助钦天监修订历法。
- 万历三十六年（1608年）：
  - 明神宗下詔摹繪《坤輿萬國全圖》12份（原本可能隨葬明定陵）。
  - 翰林院檢討徐光启（46岁）回上海为父丁憂守制，途经南京，邀请意大利籍耶稣会士郭居静神父去上海传教，徐氏家属亲友二百余人受洗入教。北京滕公栅栏——明神宗赐葬利玛窦的传教士墓地
- 万历三十八年（1610年）：

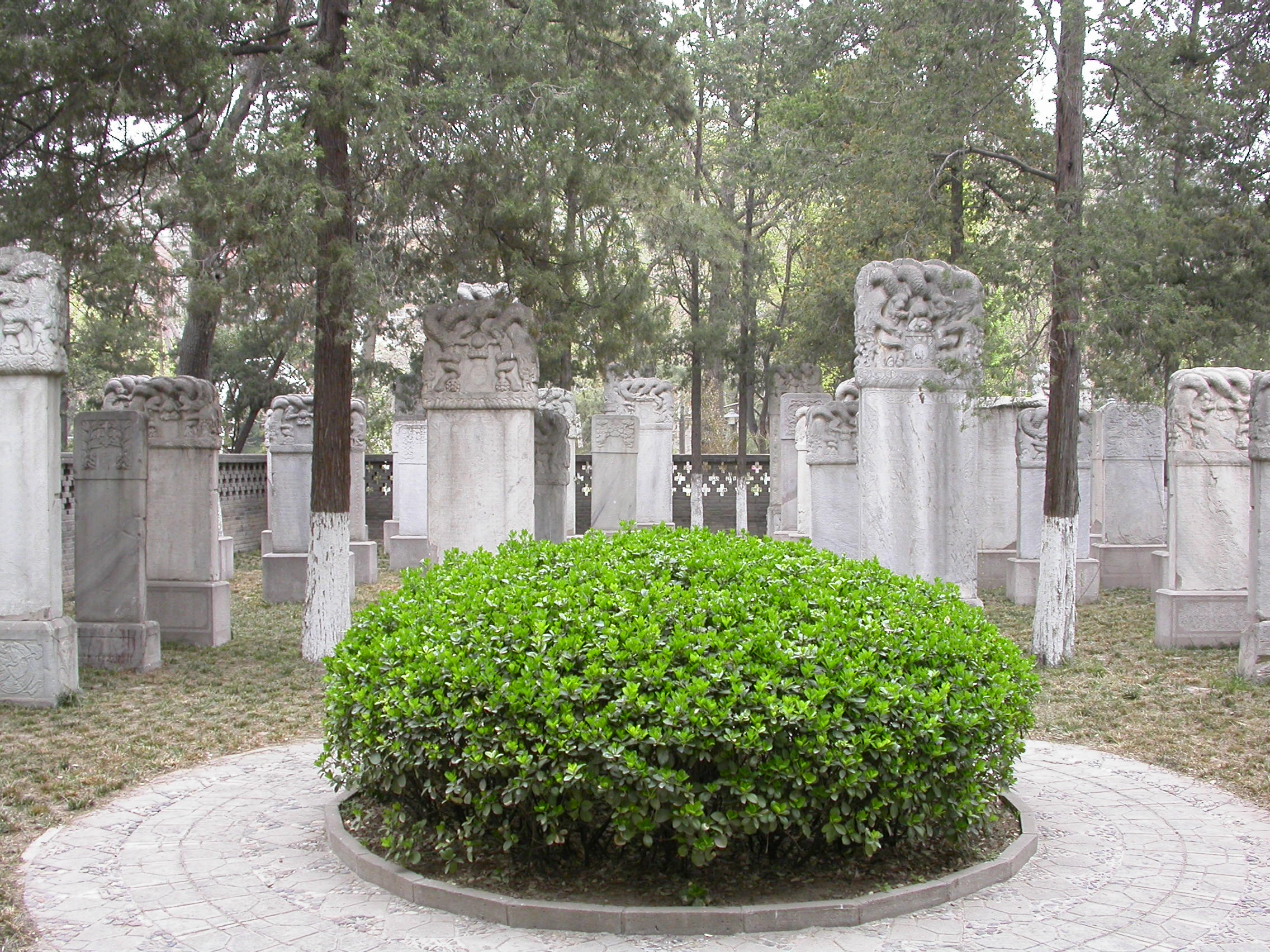
北京滕公栅栏——明神宗赐葬利玛窦的传教士墓地

  - 2、3月间，候任开州知州（从五品）李之藻（39岁）在北京身患重病，受到利玛窦悉心照顾，深为感动。同年，李之藻由利玛窦神父受洗，取圣名良（Leo）。
  - 5月11日，利玛窦逝世。明神宗將柵欄官地賜予利瑪竇作為墓地，從此柵欄官地改名柵欄墓地。自從利瑪竇之後，湯若望、南懷仁、郎世寧等在華傳教士均葬於柵欄墓地，前前後後共有數百位傳教士安葬於此。
  - 龙华民接任耶稣会在华负责人，他对利玛窦宽容中国教徒尊孔、敬祖表示不满，这成为中国礼仪之争的开始。
  - 比利时籍耶稣会士金尼阁来华，抵达南京跟随高一志、郭居静学习汉语。
  - 意大利籍传教士毕方济抵达澳门。
- 万历三十九年（1611年）：
  - 因钦天监前一年推算日食错误且缺乏人才，钦天监官正周子遇等人于建议征求“宿儒”。礼部经过“采访”，发现了“精心历理”的李之藻并上奏。
  - 杨廷筠在杭州受洗。
- 万历四十年（1612年）：孙元化中举人，从恩师徐光启学习西学。
- 万历四十一年（1613年）：
  - 毕方济抵达北京。
  - 意大利籍耶稣会士艾儒略到泉州传教。
  - 葡萄牙籍耶稣会士曾德昭到达南京，1636年返回欧洲，途上完成了《大中国志》。
- 万历四十三年（1615年）：
  - 1615年6月，教宗頒發詔諭，同意耶穌會中國传教会的請求，允許以漢語舉行聖事，以中文翻譯聖經。
  - 利玛窦的意大利文日记后经比利时耶稣会士金尼阁（Nicolas Trigault）编译为拉丁文后出版，取名《基督教远征中国史》，汉译名为《利玛窦中国札记》。
- 万历四十四年（1616年）：发生南京教案，许多天主教传教士被驱逐。
- 万历四十六年（1618年）
  - 1618年4月，金尼閣帶著教宗的詔諭以及在歐洲募集到的七千多部圖書，率領二十餘名新招募的願意來華傳教的傳教士，由里斯本出發。後來成為著名傳教士的鄧玉函、羅雅谷、湯若望、傅汎際與之同船赴華。
- 万历四十八年（1620年）：耶稣会士邓玉函、罗雅谷、汤若望、傅汎际（Francisco Furtado；1589年－1653年）跟随金尼阁抵达澳门。

### 天启朝
- 天启元年（1621年）：
  - 三月，后金攻陷沈阳、辽阳，明廷震惊，明熹宗要求徐光启从天津“即令回京”，襄理军务。
  - 5月28日，李之藻出任光禄寺少卿，负责研制大炮。
  - 四月十五日（6月4日），“命光禄寺少卿管工部郎中事李之藻调度十六门城楼军器”[2]。
  - 四月十八日（6月7日），徐光启回到北京。
  - 四月二十七日（6月16日），“命铸监督军需关防给光禄寺少卿仍管工部司官事李之藻”[2]。
- 天启二年（1622年）：
  - 孙元化呈《备京》、《防边》两策，受到朝廷重视。兵部尚书孙承宗出任蓟辽经略，用孙元化筑台制炮主张，筑宁远城，孙主其事[3]。
  - 三月十四日（4月24日），命“光禄寺少卿李之藻为太仆寺少卿”。
  - 明熹宗敕教士罗如望、阳玛诺、龙华民等制造军用铳[4]。
  - 费乐德（Rodrigue de Figuerdo；1594年－1642年）来华。
  - 18岁的郑芝龙在澳门受洗，圣名Nicolas。

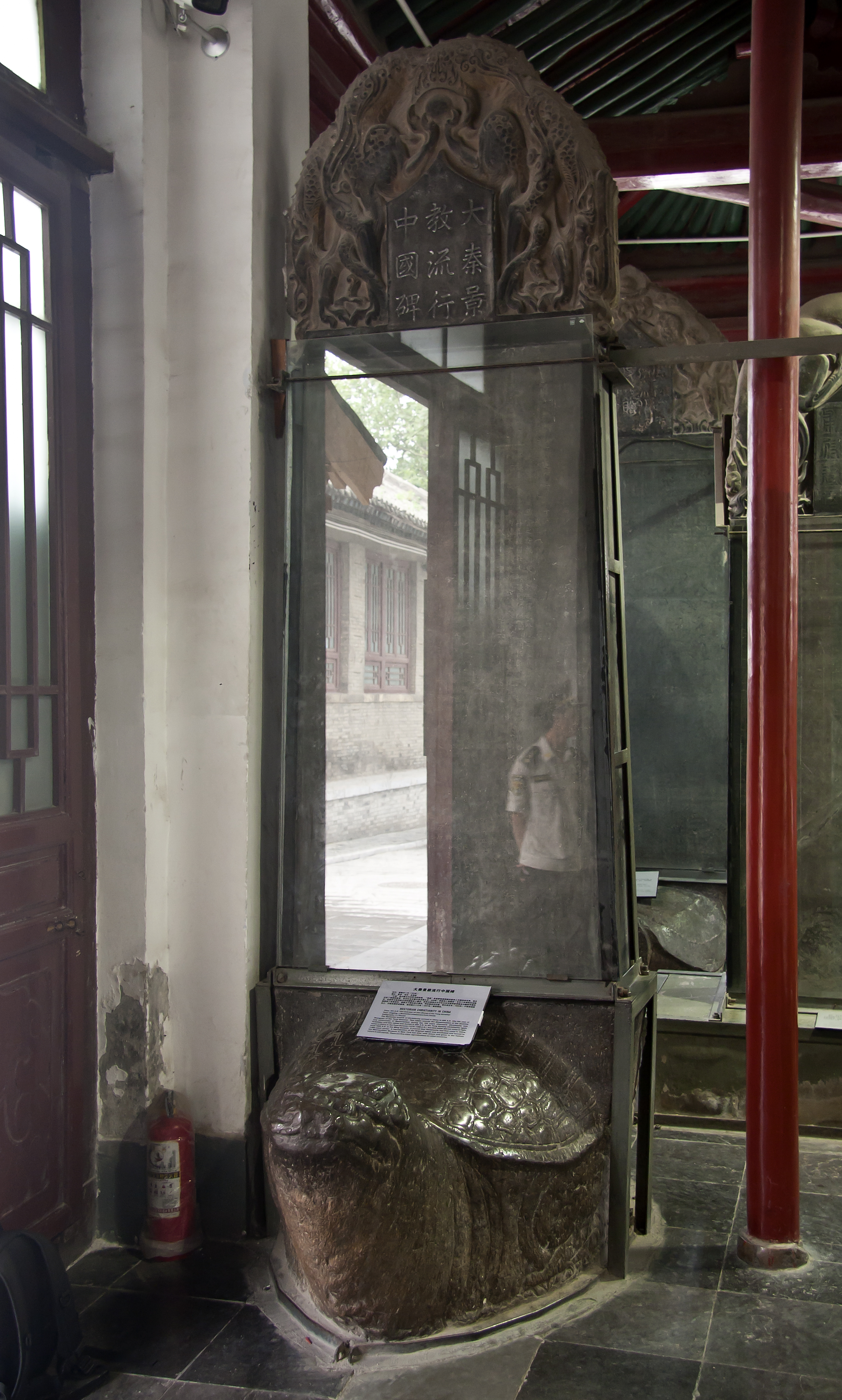
現藏西安碑林博物馆的景教碑

- 天启三年（1623年）：
  - 大秦景教流行中国碑出土[註 2]，当时许多西方各国有不少的传教士得知后，争相拓片，把碑文拓片译成拉丁文寄往欧洲本国。当地人怕此碑被他们盗走，秘密地把碑抬到附近的金胜寺内，竖起来交寺僧保管。
  - 太仆寺少卿李之藻遭弹劾[5]，左迁南京太仆寺少卿[6]。
  - 意大利籍耶稣会士艾儒略、毕方济奉召至京。
- 天启四年（1624年）：葡萄牙籍耶稣会士伏若望（Jean Froes；1590年－1638年）来华。
- 天启七年（1627年）：
  - 汤若望被[谁？]派往陕西传教。
  - 中国天主教嘉定会议在上海孙元化住宅举行。

### 崇祯朝
- 天启七年（1627）八月，朱由校驾崩，朱由检继皇帝位，开始肃清魏忠贤阉党。
- 崇祯元年（1628年）
  - 袁崇焕复出，点名要孙元化襄赞辽省军务。
- 崇祯二年（1629年）：
  - 李之藻被重新启用，负责修订历法。
  - 葡萄牙籍耶稣会士瞿西满（Cunha, Simão da, 1589-1660）来华。
- 崇祯三年（1630年）：
  - 李之藻病逝于任上。
  - 汤若望第二次来到北京，奉召任职历局，协助徐光启编修《崇祯历书》。
- 崇祯十年（1637年）：意大利籍耶稣会士利類思来华抵达北京，1640年应东阁大学士刘宇亮邀请赴四川成都、绵竹等地传教（參見四川天主教）。
- 崇祯十三年（1640年）：
  - 葡萄牙籍耶稣会士安文思来华，抵达杭州，1642年前往四川。
  - 德国籍耶稣会士瞿安德（Fr. A. X. Koffler, 1615-1651）来华。
  - 意大利籍耶稣会士传教潘国光建立了上海第一座公用天主教堂敬一堂。
- 崇祯十六年（1643年）耶稣会意大利籍教士卫匡国（Martino Martini）来华。
- 崇祯十七年（1644年）
  - 李自成攻入北京，崇祯帝自缢煤山，明亡。汤若望留京，未受虐待。清军入京之后，汤若望被留用（参见汤若望案）。
  - 耶稣会士利类思和安文思在成都入张献忠幕僚，后被清军俘虏押往北京。

### 南明
- 南明弘光元年（1645年），波兰籍耶稣会士卜弥格来华。
- 永曆二年（1648年），瞿安德在南宁为王太后、馬太后、王皇后施洗。后又为皇三子朱慈炫（后被封为太子）施洗，圣名君士坦丁。

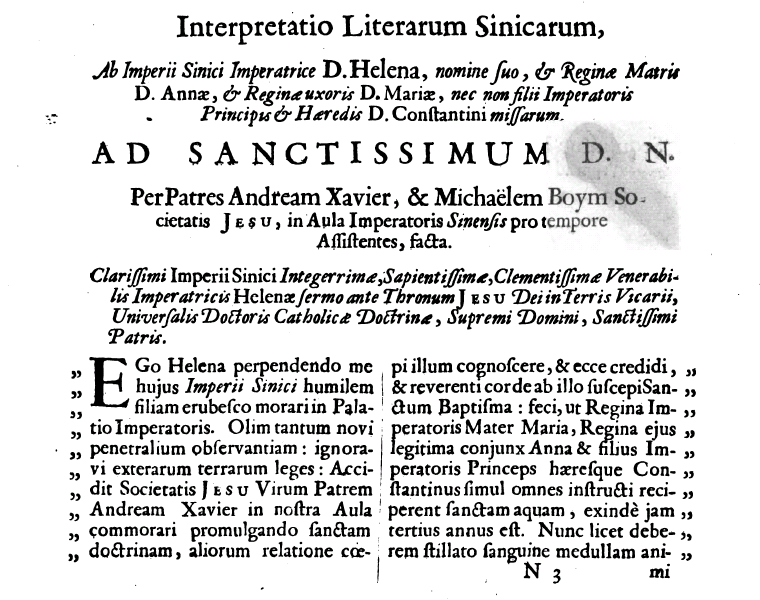
永历帝致羅馬教宗信件，由卜弥格翻譯成拉丁文。

- 永曆四年（1650年）：十月，卜弥格作为南明皇帝的使者與南明官員陳安德出使罗马教廷和西欧各國。
- 永历十二年（1658年，大清顺治十五年）,卜弥格从欧洲回到东方抵澳门。但是澳门已经与清朝建立关系，耶稣会日本省和中国副省也不再承认卜弥格为其成员，反对他通过澳门入境中国。卜弥格不得不转道交趾。
- 永历十三年（1659年）：8月，贫病交加的卜弥格怀着对南明的忠诚病逝于交趾与广西的边境。

## 重要人物
来华（含澳门）耶稣会传教士
- 聖方濟各·沙勿略神父
- 范禮安神父，意大利人，耶稣会远东观察员。
- 罗明坚神父，
- 巴范济神父，

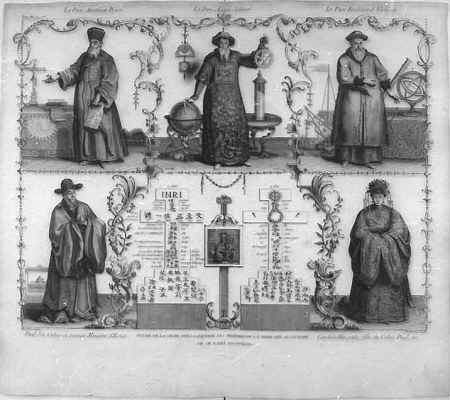
徐光启（图中下左）及其孙女许甘第大（下右） 和三位重要来华耶稣会传教士：意大利神父利玛窦（上左）、神圣罗马帝国神父汤若望（上中）、比利时神父南怀仁（上左）

- “天主之仆”[註 3]利玛窦神父，意大利人，耶稣会在华第一任负责人，教授徐光启数学，与其合作翻译《几何原本》。
- 龙华民神父，意大利人，耶稣会在华第二任负责人，短期参与编修《崇祯历书》。
- 郭居静神父，意大利人，徐光启结识的第一位传教士，上海、嘉定、杭州开教者。
- 毕方济神父，意大利人，松江开教者。
- 熊三拔神父，意大利人，
- 罗雅谷神父，意大利人，
- 艾儒略神父，意大利人，福建开教者。
- 高一志神父，意大利人，山西开教者。
- 阳玛诺神父，葡萄牙人，
- 曾德昭神父，葡萄牙人，
- 费奇观神父，葡萄牙人，
- 李马诺神父，葡萄牙人，澳门公学院长。
- 黎勃劳神父，葡萄牙人，
- 庞迪峨神父，西班牙人，
- 邓玉函神父，德国人，
- 汤若望神父，德国人，协助徐光启编修《崇祯历书》。

华籍神职人员
- 罗文藻神父

奉教士大夫
- “聖教三柱石”
  - “天主之仆”[註 3]徐光启，上海人，西学、数学、天文、水利、农学、军事等领域学者，思想家、政治家、军事家，官至崇祯朝礼部尚书兼文渊阁大学士、内阁次辅。上海地区最早的天主教基督徒，热心和忠贞的教友领袖与护教士，被誉為「聖教三柱石」之首。
  - 李之藻，杭州人。
  - 杨廷筠，杭州人，官至顺天府府丞。
- 王徵，天啟二年（1622年）進士，1644年不愿出仕闯贼絕食殉國。与“三柱石”並稱“四賢”。
- 孙元化，徐光启的学生，数学家、火器专家，1627年中国天主教嘉定会议在孙宅举行，官至登萊巡撫，受吴桥兵变牵连被处决。
- 李天经，接替徐光启主持历局。
- 李祖白，明清钦天监官员，后死于康熙历狱。
- 刘宇亮，崇祯十一年至十二年（1638年－1639年）任内阁首辅。亦曾任礼部尚书兼东阁大学士并受徐光启影响，后在家乡率众领洗奉教。

亲天主教的士大夫
- 叶向高，東林黨人，萬曆四十年至四十二年（1612年－1614年）、天啓元年至四年（1621年－1624年）任内阁首輔。

反天主教的士大夫
- 沈榷，南京教案发起者，时任禮部侍郎署南京禮部尚書。

与天主教打过交道的明朝皇帝
- 万历帝
- 天启帝
- 崇祯帝
- 永历帝

南明奉教皇室成员及官员
- 孝正太后
- 孝剛匡皇后
- 太子朱慈煊
- 永曆朝司禮太監龐天壽

在华受天主教影响的朝鲜人
- 昭显世子
- 李承薰

## 重要文献
天主教教理、神学、护教作品
- 罗明坚、利玛窦：《天主实录》

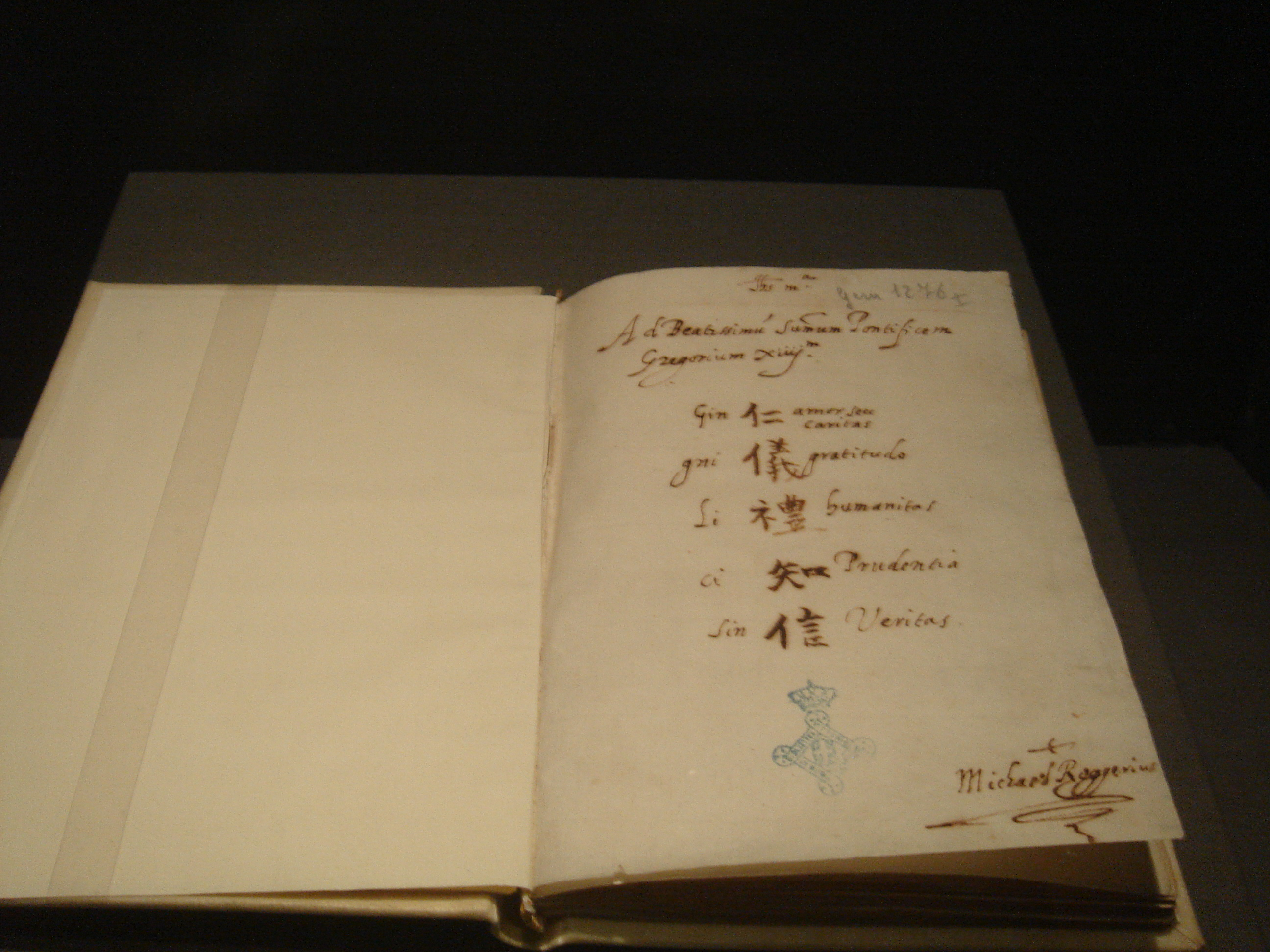
《天主实录》手稿，现藏于罗马中央国立图书馆

- 王徵：《畏天爱人极论》、《崇正述略》、《事天实学》、《真福直指》、《活人丹方》等（多已散佚）。

圣经译文
| 译本                 | 译者   | 年份         | 翻译蓝本 | 备注                               |
| -------------------- | ------ | ------------ | -------- | ---------------------------------- |
| 《天主降生言行纪略》 | 艾儒略 | 1635－1637年 |          | 又名《出像经解》，最早的中文节译本 |
| 《天主降生圣经直解》 | 阳玛诺 | 1636年       |          | 四福音书                           |

圣经注解
- 王徵：《圣经要略汇集》、《圣经直解》

天主教礼仪经文
- 《天主经》

天主教文学作品
- 徐光启《献心颂》、《大赞诗》等
- 吳歷神父的天学诗

天主教美术作品
- 崇祯十年福建晋江教堂刻印的版画

语言学作品
- 王徵的音韵学著作《西洋音诀》
- 王徵资助金尼阁刊行的字典《西儒耳目资》

传教士编撰的汉文西书
- 万历二十七年（1595年）：利瑪竇编译的第一部汉文西书《交友論》
- 利瑪竇《二十五言》

传教士和奉教士大夫编译的西方文史哲作品
- 天啟四年（1624年）：畢方濟、徐光啟譯亞里士多德《論靈魂》为《靈言蠡勺》，後收入李之藻《天學初函》。
- 1628年：傅泛濟、李之藻譯亞里士多德《論天》为《寰有詮》。
- 1631年：傅泛濟、李之藻譯亞里士多德《邏輯學》前10卷为《名理探》，第一次介紹西方邏輯學的著
- 1641年：南懷仁譯亞里士多德《邏輯學》後20卷为《窮理學》。

传教士和奉教士大夫参与编译的地理学作品
- 萬曆三十年（1602年）：利玛窦《坤輿萬國全圖》。
- 天啟三年（1623年）：艾儒略根據龐迪我和熊三拔所著底本編譯成《職方外紀》。

传教士和奉教士大夫编译的数学、天文、机械、历法、水利作品
- 利瑪竇、李之藻合譯《乾坤體義》（《四庫全書》稱之為「西學傳入中國之始」）、《渾蓋通憲圖說》。

- 萬曆三十五年（1607年）

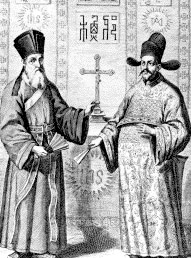
中文版《中國圖說》中的插图：利玛窦和徐光启

  - 利瑪竇、徐光啟译成《幾何原本》（只翻译了欧几里德原著前6卷）。
  - 李之藻、利玛窦译成《浑盖通宪图说》2卷。
- 万历三十六年（1608年），李之藻、利玛窦译成《圜容较义》1卷。
- 萬曆三十八年（1610年），徐光啟回到北京，官復原職。因欽天監推算日食不準，他與傳教士合作研究天文儀器，撰寫了《簡平儀說》、《平渾圖說》、《日晷圖說》和《夜晷圖說》。
- 萬曆四十年（1612年），徐光啟向熊三拔學習西方水利，合譯《泰西水法》6卷。
- 万历四十一年（1613年），李之藻、利玛窦译成《同文算指》11卷。
- 天啟年间，王徵在邓玉函的协助下，冒着被指摘从事“末流之学”的压力，译著并刊行《奇器图说》。
- 天啟六年（1626年），李祖白協助湯若望寫出《遠鏡說》一書，將伽利略發明的現代望遠鏡製作方法介紹入中國。
- 崇禎二年至七年（1629年至1634年）：徐光启、李天经先后主持历局编《崇祯历书》（龍華民、鄧玉函、湯若望、羅雅谷等耶稣会士参与）

奏疏
- 利瑪竇《上大明皇帝貢獻土物奏》
- 萬曆四十四年（1616年）南京教案，徐光啟上《辯學章疏》為傳教士辯護。

外交文书
- 南明皇室与罗马教宗等通信
  - 南明永历朝王太后致谕罗马教皇因诺曾爵书

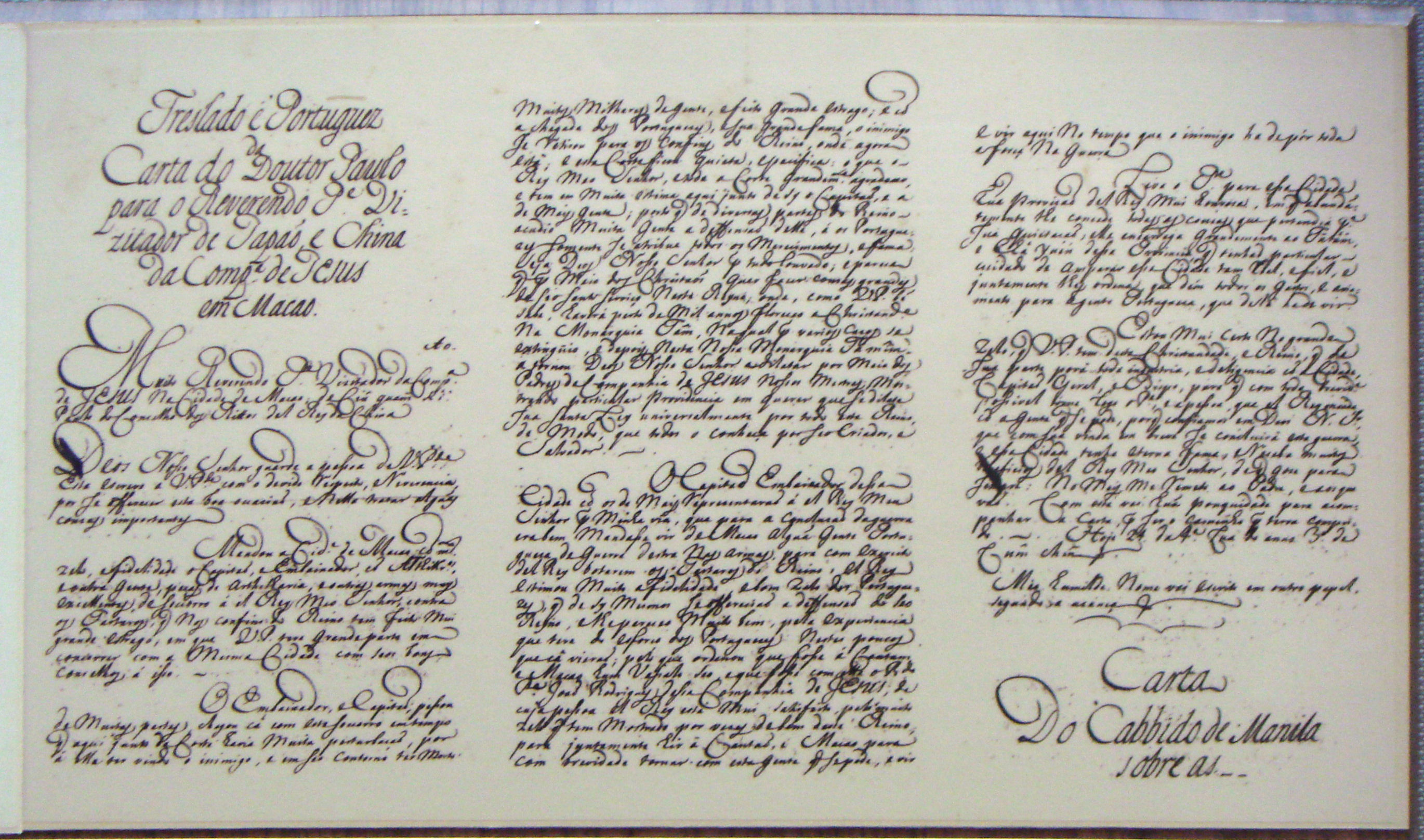
徐光启致葡萄牙国王的信（拉丁文）

  - 南明永历朝司礼太监庞天寿上罗马教皇因诺曾爵书
  - 南明永历朝司礼太监庞天寿致威尼斯共和国诸公拜帖

传教士向西方介绍中国的译著
传教士中国见闻录
- 《利玛窦中国札记》

相关人物传记
- ［清］张廷玉 等 官修：《钦定明史》
- 《历代神仙通鉴》卷九第二节“严子陵高屈光武，玛利亚贞产耶稣”。

西学和天学丛书
- 崇祯元年（1628年）刊行：《天学初函》，李之藻辑。收书二十种，分理篇、器篇各十种，大多为明末入华耶稣会士编著。包括艾儒略《西学凡》、《职方外纪》，利玛窦《天主实义》、《辩学遗牍》、《畸人十篇》、《交友论》、《二十五言》，庞迪我《七克》，李之藻《唐景教碑书后》，毕方济、徐光启《灵言蠡勺》，利玛窦《浑盖通宪图说》、《圜容较义》、《测量法义》、《勾股义》，熊三拔《简平仪说》、《表度说》，阳玛诺《天问略》，熊三拔、徐光启《泰西水法》，利玛窦、徐光启《几何原本》，利玛窦、李之藻《同文算指》。毕方济、徐光启《灵言蠡勺》等等。

反天主教文献
- 崇祯十二年版：《圣朝破邪集》八卷，今流传日本安政乙卯翻刻本。福建士绅黄贞辑收集万历、崇祯年间的反教文章成。儒佛合璧，其中有南京礼部侍郎沈漼《参远夷疏》，邹维琏《辟邪管见录》、许大受《圣朝佐辟》、黄贞《请颜壮其先生辟天主教书》、云栖和尚《天说》，虞淳熙居士的《天主实义杀生篇》、释元贤《缁素共证》、释圆悟的《辨天说》、释通容的《原道辟邪说》、释成勇的《辟天主教檄》、释如纯的《天主初辟》等等。

## 遗迹
- 教堂：北京宣武门南堂、上海老城厢敬一堂

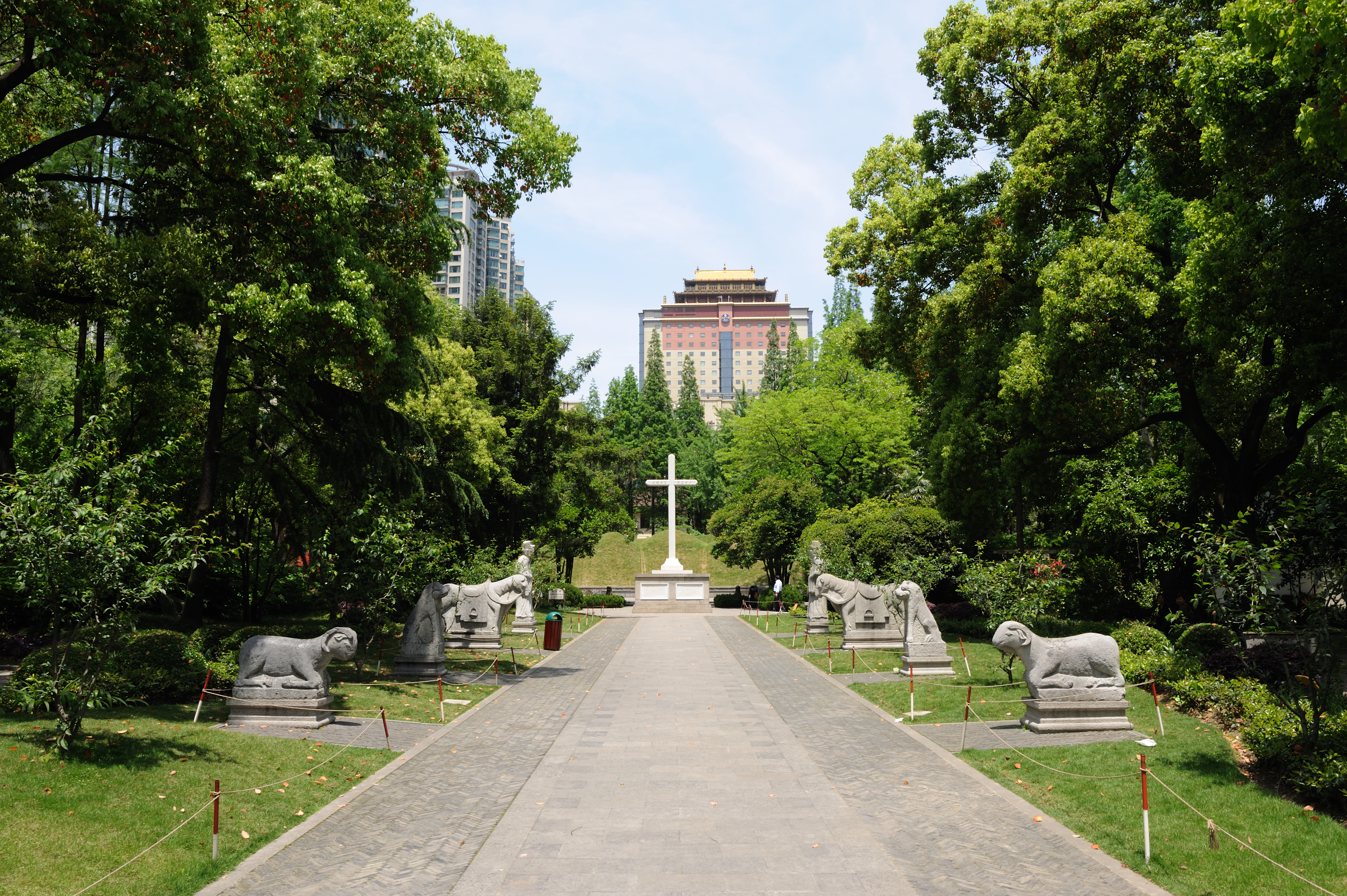
上海市徐汇区徐家汇光启公园徐光启墓

- 墓地：北京二里沟滕公栅栏、上海徐家汇徐光启墓